# Fundament pod maszynę

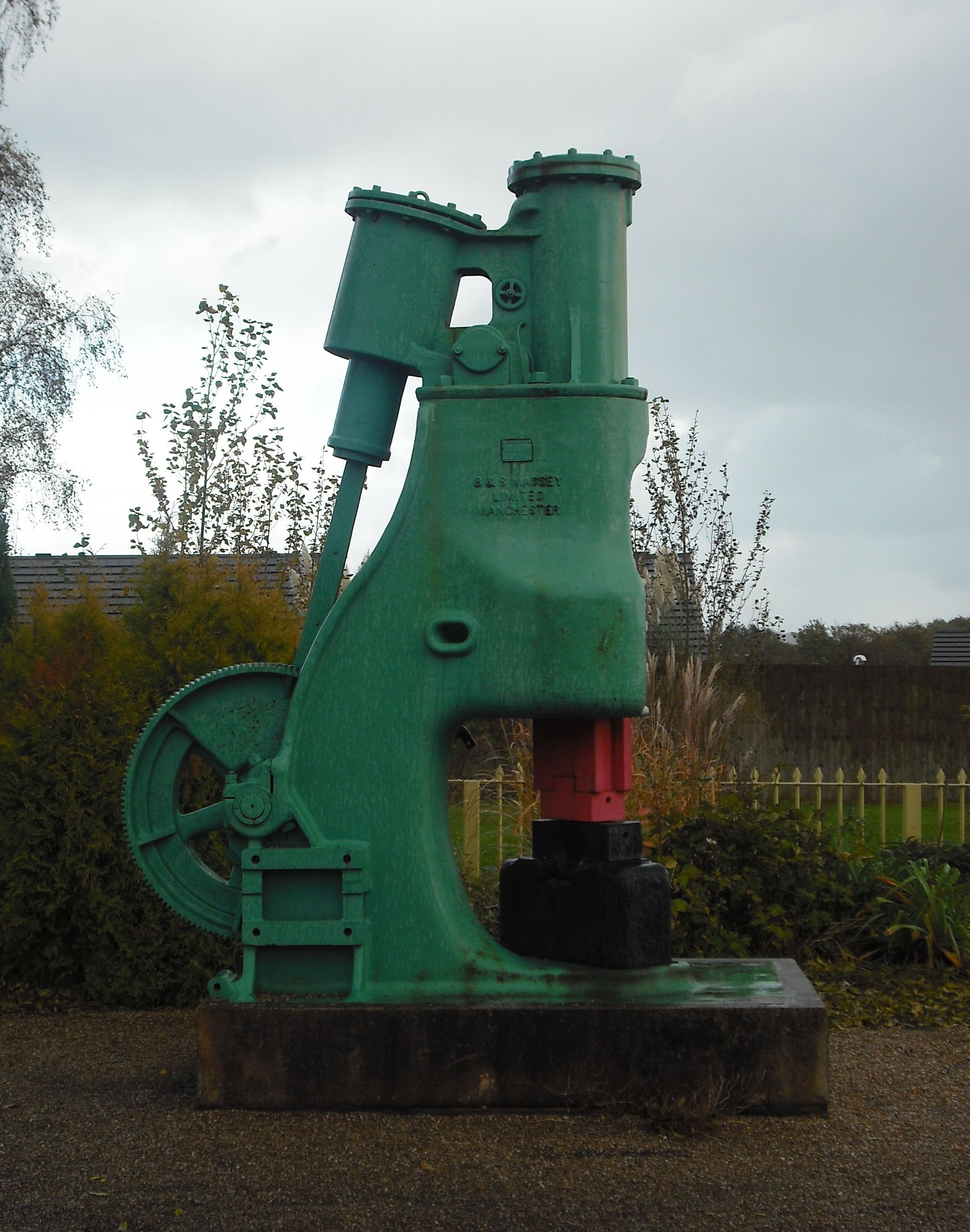
maszyna przytwierdzona do fundamentu
widoczna górna część korpusu fundamentu

Fundament pod maszynę – rodzaj fundamentu przeznaczonego do montażu na nim konkretnego rodzaju maszyny (lub urządzenia) i przenoszenia na grunt obciążeń statycznych oraz dynamicznych, generowanych podczas pracy danej maszyny. W przeciwieństwie do fundamentów budynków i budowli, które stanowią element składowy danego obiektu budowlanego, fundamenty pod maszyny stanowią odrębną budowlę, nawet jeżeli zlokalizowane są wewnątrz budynku, np. hali określonego zakładu czy fabryki. Ta specyfika tego rodzaju fundamentów znalazła swoje odzwierciedlenie w przepisach prawa budowlanego, w definicji budowli, w której fundamenty pod maszyny i urządzenia zostały literalnie wyszczególnione są w ramach listy przykładowych obiektów budowlanych będących budowlą, jako odrębne pod względem technicznym części przedmiotów składających się na całość techniczno-użytkową
. Fundamenty tego rodzaju kształtuje się jako samodzielne konstrukcje budowlane, oddzielone (np. poprzez odpowiednie posadowienie, wykonanie dylatacji i inne) od konstrukcji budynku, w którym są zlokalizowane, tak aby przenoszone obciążenia, szczególnie obciążenia dynamiczne, nie były przenoszone na konstrukcję budynku. Stosowane są tu zarówno fundamenty bezpośrednie (np. bloki fundamentowe, skrzynie, ruszty lub inne), jak i pośrednie (np. pale, studnie lub inne). Każdy taki fundament projektowany jest pod konkretnego rodzaju maszynę generującą określone obciążenie pewnego specyficznego rodzaju (np. maszyny udarowe, nieudarowe; ruch postępowo-zwrotny, obrotowy) i różnej wielkości.
Współcześnie podstawowym materiałem (technologią), z którego wykonywane są fundamenty pod maszyny jest beton oraz przede wszystkim beton zbrojony (żelbet). W uzasadnionych przypadkach wykonywane są także konstrukcje stalowe i murowe.
W celu ochrony przed drganiami przy wykonywaniu fundamentów pod maszyny stosuje się wibroizolację. Wyróżnia się:
- wibroizolację czynną – wykonywaną w celu zmniejszenia przenoszenia się drgań ze źródła drgań (maszyny) na podłoże gruntowe,
- wibroizolację bierną – wykonywaną w celu zmniejszenia przenoszenia się drgań z podłoża gruntowego na maszynę, przyrząd lub urządzenie, dla których z określonych względów takie drgania są niedopuszczalne.